# Mindent, itt és most
A Mindent, itt és most (eredeti cím: Everything Now) 2023-tól vetített brit vígjáték–drámasorozat, amelyet Ripley Parker alkotott. A főbb szerepekben Sophie Wilde, Lauryn Ajufo, Harry Cadby,,Noah Thomas és Sam Reuben látható.
Egyesült Királyságban és Magyarországon 2023. október 5-én mutatta be a Netflix.

## Ismertető
Mia egy 16 éves londoni lány, aki anorexia nervosa miatti kórházi tartózkodás után újra bekerül a hatodik osztályba.

## Szereplők
| Szereplők      | Színész             | Magyar hang     |
| -------------- | ------------------- | --------------- |
| Mia Polanco    | Sophie Wilde        | Koller Virág    |
| Becca Lloyd    | Lauryn Ajufo        | Tamási Nikolett |
| Cameron "Cam"  | Harry Cadby         | Ács Balázs      |
| William "Will" | Noah Thomas         | Bogdán Gergő    |
| Alex Polanco   | Sam Reuben          | Pál Dániel Máté |
| Alison Price   | Niamh McCormack     | Dobó Enikő      |
| Carli          | Jessie Mae Alonzo   | Csifó Dorina    |
| Theo Mason     | Robert Akodoto      | Penke Bence     |
| Viv            | Vivienne Acheampong | Wégner Judit    |
| Rick Polanco   | Alex Hassell        | Kárpáti Levente |
| Dr Nell        | Stephen Fry         | Sörös Sándor    |

### Magyar változat
- Magyar szöveg: Dame Nikolett
- Hangmérnök: Bederna László
- Vágó: Pilipár Éva
- Gyártásvezető: Vigvári Ágnes
- Szinkronrendező: Orosz Ildikó
- Produkciós vezető: Kapás Péter

A szinkront a Direct Dub Studios készítette.

## Epizódok (2023)
| Sor. | Év. | Cím                   | Rendező           | Író             | Premier          |
| ---- | --- | --------------------- | ----------------- | --------------- | ---------------- |
| 1.   | 1.  | 1. epizód (Episode 1) | Alyssa McClelland | Ripley Parker   | 2023. október 5. |
| 2.   | 2.  | 2. epizód (Episode 2) | Alyssa McClelland | Ripley Parker   | 2023. október 5. |
| 3.   | 3.  | 3. epizód (Episode 3) | Charlie Manton    | Ripley Parker   | 2023. október 5. |
| 4.   | 4.  | 4. epizód (Episode 4) | Charlie Manton    | Ripley Parker   | 2023. október 5. |
| 5.   | 5.  | 5. epizód (Episode 5) | Dionne Edwards    | Roanne Bardsley | 2023. október 5. |
| 6.   | 6.  | 6. epizód (Episode 6) | Dionne Edwards    | Dylan Brady     | 2023. október 5. |
| 7.   | 7.  | 7. epizód (Episode 7) | Laura Steinel     | Glenn Waldron   | 2023. október 5. |
| 8.   | 8.  | 8. epizód (Episode 8) | Laura Steinel     | Ripley Parker   | 2023. október 5. |

## A sorozat készítése
A sorozatot 2021 novemberében rendelte be a Netflix The Fuck-It Bucket címmel. 2021-ben bejelentették, hogy a vezető producerei Andy Harries, Sian McWilliams és Rob Bullock lesznek, valamint a forgatókönyvírója Ripley Parker. 2023 márciusában a The Hollywood Reporter nyilvánosságra hozta, hogy a cím Mindent, itt és mostra változott.